# Lucia Ragni
Lucia Ragni (Napoli, 9 aprile 1951 – Roma, 3 giugno 2016) è stata un'attrice e regista teatrale italiana.

## Biografia
Inizia la sua carriera nel 1972 interpretando Giulia ne La duchessa di Amalfi di Webster, con la compagnia del teatro Alfred Jarry; più tardi lavori in spettacoli di autori come Salvatore Piscicelli, Carla Apuzzo, Riccardo Reim, Manlio Santanelli e Franco Scaldati. Nel 1979 comincia a dedicarsi anche al cinema interpretando Luisa nel film Immacolata e Concetta - L'altra gelosia, opera prima di Salvatore Piscicelli. 

## Vita privata
Ha sposato lo scenografo e costumista Franz Prestieri da cui ha avuto la figlia Viola. Muore a Roma il 3 giugno 2016.

## Filmografia

### Cinema
- Immacolata e Concetta - L'altra gelosia, regia di Salvatore Piscicelli  (1979)
- Regina, regia di Salvatore Piscicelli (1987)
- Baby gang, regia di Salvatore Piscicelli (1992)
- Malesh - Lascia che sia, regia di Angelo Cannavacciuolo (1993)
- Belle al bar, regia di Alessandro Benvenuti (1994)
- Lettere dall'America, regia di Gianfranco Pannone (1995)
- Ivo il tardivo, regia di Alessandro Benvenuti (1995)
- I miei più cari amici, regia di Alessandro Benvenuti (1998)
- Teatro di guerra, regia di Mario Martone (1998)
- Luna rossa, regia di Antonio Capuano (2001)
- Non è giusto, regia di Antonietta De Lillo (2001)
- Rosa Funzeca, regia di Aurelio Grimaldi (2002)
- Pater familias, regia di Francesco Patierno (2003)
- Il resto di niente, regia di Antonietta De Lillo (2004)
- La guerra di Mario, regia di Antonio Capuano (2005)
- L'amico di famiglia, regia di Paolo Sorrentino (2006)
- Tre donne morali, regia di Marcello Garofalo (2008)
- La kryptonite nella borsa, regia di Ivan Cotroneo (2011)
- Pericle il nero, regia di Stefano Mordini (2015)
- Nemiche per la pelle, regia di Luca Lucini (2016)

### Televisione
- Un nuovo giorno, regia di Aurelio Grimaldi – film TV (1999)
- Rosafuria, regia di Gianfranco Albano – film TV (2003)
- Capri 2 – serie TV (2007)
- I delitti del cuoco – serie TV (2010)
- I bastardi di Pizzofalcone – serie TV, episodio 1x02 (2017)

## Teatro
- La duchessa di Amalfi  di John Webster, regia di M. Santella
- Cecilia dei Massa-Vitelli, da Mastriani, regia di A. Carli
- Tritalità di F. Prestieri, regia di Lucia Ragni
- Prometeo incatenato di F. Lowell, regia di M. Del Grosso
- La gnoccolara di Pietro Trinchera, regia di M. Santella
- La lupa di Giovanni Verga, regia di M. Santella
- Lully abbandonata di M. Isita, regia di Lucia Ragni
- O' Voto di Salvatore Di Giacomo, regia di Franz Prestieri
- Festa in piazza di N. Caridei, regia di Lucia Ragni e L. Angiulli
- Letto matrimoniale di J. de Hartog, regia di Lucia Ragni
- L'ajo nell'imbarazzo di Giovanni Giraud, regia di Lucia Ragni
- La mia amica grassa di Charles Laurence, regia di Lucia Ragni
- E allora mi hanno rinchiuso di G. Morandini, regia di C. Donadio
- L'alba, il giorno e la notte di Dario Niccodemi, regia di Paolo Panelli
- Notturno barocco di e regia di Riccardo Reim
- L'erotica ragione, da Denis Diderot, testo e regia di Riccardo Reim
- Streghe da marciapiede di e regia di F. Silvestri
- Mutus liber di e regia di Riccardo Reim
- Zingari di Raffaele Viviani, regia di Toni Servillo
- Chi ha paura di Virginia Woolf? di Edward Albee, regia di Riccardo Reim
- I turbamenti del corpo e dello spirito, da Marchese de Sade, regia di Riccardo Reim
- Per disgrazia ricevuta di M. Santanelli, regia di S. Amatucci
- Un autobus tutto speciale di M. Santanelli, regia di Nello Mascia
- Babà di nonna sua di M. Santanelli, regia di Riccardo Reim
- Don Fausto di Antonio Petito, regia di Renato Carpentieri
- La congiura dei Baccher di e regia di Riccardo Reim
- Interno di un convento di e regia di Lucia Ragni
- Lamia di L. Stella, regia di Licia Maglietta (2004)
- Madrigale a sette voci di e regia di Lucia Ragni
- Pupa Regina, opere di fango di F. Scaldati, regia di M. D'Amburgo e Lucia Ragni
- Antigone di Sofocle, testo di Bertolt Brecht, regia di F. Tiezzi
- Zero zero di L. Stella, regia di Lucia Ragni
- Le cose sottili nell'aria di M. Sgorbani, regia di A. Iuorio
- Finale di partita di Samuel Beckett, regia di Franco Branciaroli
- Libro notturno di F. Scaldati, regia Lucia Ragni
- Vita di Galileo di Bertolt Brecht, regia di A. Calenda
- Ma dove vai? di e regia di Vincenzo Cerami
- Zio Vanja di Anton Čechov, regia di Marco Bellocchio

## Radio
Tra le produzioni radiofoniche a cui ha preso parte, si ricorda, in particolare, lo sceneggiato Villa Musica di Manlio Santanelli, regia di Gianfranco Giagni e Lamberto Lambertini (1996-1999)

## Riconoscimenti
- Nastro d'argento
  - 2008 – Candidatura alla migliore attrice non protagonista per Tre donne morali

- Premio Girulà
  - 1999 – Migliore attrice non protagonista per Don Fausto

- Premio Ydus
  - 1990 – Migliore attrice protagonista per Streghe da marciapiede
  - 1999 – Migliore attrice non protagonista per Don Fausto
  - 2003 – Migliore attrice non protagonista per Lamia